# Hugo Barrera Saldaña
Hugo Alberto Barrera Saldaña (Ciudad Miguel Alemán, 1957) es un biólogo, bioquímico, investigador, empresario, profesor y académico mexicano. Es conocido por ser autor de varios estudios sobre biología molecular, epidemiología y biomedicina, entre las que destacan sus publicaciones sobre la familia de las hormonas de crecimiento, la secuenciación del genoma humano y el desarrollo de métodos de tratamiento y diagnóstico del VPH.

## Biografía
En 1979, Barrera obtuvo el título de Licenciado en Ciencias en Biología, junto con las materias extracurriculares de Química, Genética y Microbiología para convertirse en Bioquímico de la Universidad Autónoma de Nuevo León. Luego se convirtió en estudiante de doctorado en la Universidad de Texas en Houston, donde se graduó en 1982. En 1983 realizó un posdoctorado en la Universidad Louis Pasteur con especialidad en Ingeniería Genética. También tiene un diplomado otorgado por la Universidad de Texas y el Instituto Tecnológico y de Estudios Superiores de Monterrey, el cual obtuvo en 1999.
Ha desarrollado la mayor parte de su carrera en su alma mater, la Universidad Autónoma de Nuevo León, y su investigación, principalmente centrada en el factor de crecimiento humano y la epidemiología, también se extiende desde la medicina personalizada hasta la restricción del reloj circadiano.